# Мирко Кодић
Мирко Кодић (Свилајнац, 29. новембар 1957) српски је хармоникаш.

## Биографија
Први учитељ Мирка Кодића био је Витомир Животић који припада стилу свирања Мије Крњевца. При крају седамдесетих година када се чинило да се више ништа значајно не може догодити у хармоникашком свету појавио се Мирко, већ стасао хармоникаш. Од самог почетка имао је среће да сарађује са великанима као што је Мирољуб Аранђеловић Кемиш. Много му је помогло и то што се за њега определио и Шабан Шаулић, да буде у његовом пратећем оркестру. Између осталог, познат је и као главни „кривац“ доласке на естраду Светлане Цеце Ражнатовић са песмом „Цветак Зановетак“, поред тога био је и аранжер на првим албумима Јашара Ахмедовског и још многих других познатих певача.
Изграђујући себе и свој стил свирања постао је познат и цењен као изванредан хармоникаш свуда по свету где се слуша народна музика. У дугогодишњој каријери издао је велики број албума.
Одликован је златном Медаљом за заслуге (2024).

## Дискографија
- 1976: Мирко Кодић и Велизар Матушић
- 1977: Квартет Мирка Кодића и Радомира Маринковића
- 1979: Кола)
- 1979: Фестивал Илиџа '79
- 1979: Квартет Мирка Кодића и Радомира Маринковића 2
- 1979: Кола 2
- 1979: Нова златна хармоника
- 1979: Незаборавне песме
- 1980: Народна кола
- 1981: Мирко Кодић и Љубиша Илић (Зоричино коло)
- 1982: Заљубљено срце
- 1984: Дијаманти
- 1985: Кобац коло
- 1986: Текила са-са (Хит кола)
- 1990: Folk Extra
- 1992: Кола 3
- 1993: Мирко Кодић - Нова кола
- 1995: Мирко Кодић - Нова кола 2
- 1998: Мирко Кодић и Далибор Марковић
- 2002: Најновија кола
- 2003: Најлепша кола 2
- 2009: Кола 4
- 2021: Ла Фантана дует Мирко Кодић и Никола Лукић

## Фестивали
- 1979. Илиџа - Љубишино коло, прва награда (Вече хармонике)
- 1991. Посело 202 - Марш на Дрину и сплет народних песама
- 1993. Посело 202 - Сплет народних песама
- 1998. Моравски бисери - Сплет на хармоници (Гост ревијалног дела фестивала)
- 2000. Моравски бисери - Ех, да си моја (са Жељком Михајловићем Макијем), прва награда стручног жирија
- 2004. Моравски бисери - Сплет на хармоници (Гост ревијалног дела фестивала)
- 2018. Златна дирка, прва хармоника Војводине, Иваново - Зајди, зајди, Стани, стани, Ибар водо, Каљинка (Гост ревијалног дела фестивала)
- 2020. XV Сабор хармоникаша у Лугавчини - Гост ревијалног дела Сабора
- 2020. Сабор народне музике Србије, Београд - Гост шесте такмичарске вечери фестивала и добитник Награде националног естрадно - музичког уметника Србије